# William Rhoads
William Rhoads (* 8. Juni 1995 in Park City, Utah) ist ein ehemaliger US-amerikanischer Skispringer.

## Werdegang
William Rhoads gab sein internationales Debüt am 25. und 26. September 2010 bei FIS-Cup-Springen in Falun, wobei er mit den Plätzen 26 und 30 direkt die Punkteränge erreichte. Bei den Olympischen Jugend-Winterspielen 2012 in Innsbruck belegte er den 19. Platz im Einzel und den elften Platz im Mixed-Teamwettbewerb. Einen Monat später startete er bei den Nordischen Junioren-Skiweltmeisterschaften 2012 in Erzurum. Dort wurde er 48. im Einzel und mit der US-amerikanischen Mannschaft Zwölfter und damit Letzter im Mannschaftsspringen. Bei der Junioren-WM ein Jahr später in Liberec wurde er 49. im Einzel und im Mannschaftsspringen 13. und damit erneut Letzter.
Rhoads nahm erstmals in der Saison 2013/14 am Skisprung-Continental-Cup teil; sein bestes Resultat in seiner ersten Saison war dabei Rang 46 in Iron Mountain von der Großschanze im Februar 2014. Zudem nahm er 2014 in Predazzo erneut an den Nordischen Junioren-Skiweltmeisterschaften teil. Dort belegte er den 43. Platz im Einzel sowie den 13. und damit letzten Platz mit der Mannschaft.
Im September 2014 gelang es ihm in Klingenthal erstmals, sich für den zweiten Durchgang eines Continental-Cup-Springens zu qualifizieren und er erreichte mit Rang elf von der Großschanze seine erste Top-15-Platzierung. Zum Weltcup-Auftakt der Saison 2014/15 in Klingenthal nahm er zum ersten Mal am Weltcup teil. Nachdem er in der Qualifikation für den Einzelwettbewerb gescheitert war, debütierte er am 22. November 2014 im Rahmen des Teamspringens im Weltcup. Dabei sprang er mit der Mannschaft auf den zwölften und damit letzten Rang. Am 17. Januar 2015 erzielte er mit Platz zwei von der Großschanze in Sapporo seine erste Podiumsplatzierung im Continental Cup. Anfang Februar 2015 nahm er in Almaty zum vierten Mal an den Nordischen Junioren-Skiweltmeisterschaften teil. Im Einzelwettbewerb konnte er dabei erstmals den Finaldurchgang erreichen und beendete den Wettbewerb als 29. Im Mannschaftswettbewerb belegte er den zehnten Platz. Wenige Wochen später nahm Rhoads an den Nordischen Skiweltmeisterschaften in Falun teil. Dort gelang ihm die Qualifikation für die Titelkämpfe von der Normalschanze; im Wettbewerb wurde er jedoch wegen eines zu großen Sprunganzugs disqualifiziert. Mit der US-amerikanischen Mannschaft wurde Rhoads Siebter im Mixed-Wettbewerb von der Normalschanze. Die Qualifikation für den Einzel-Wettkampf von der Großschanze verpasste er um einen Platz. Am 10. März 2015 startete er in Kuopio erstmals in einem Einzel-Wettkampf im Weltcup, da für diesen Wettbewerb keine Qualifikation ausgetragen wurde. Er beendete dieses Springen auf dem 42. Platz.
Im August 2015 wurde Rhoads US-amerikanischer Meister von der Großschanze. Wenige Wochen später gab er sein Debüt im Sommer-Grand-Prix. Bei seinen vier Einzelstarts im Sommer 2015 verpasste er aber immer die Punkteränge.
Am 2. Oktober 2016 belegte Rhoads den 24. Platz beim Grand-Prix-Springen in Klingenthal und holte damit seine ersten Grand-Prix-Punkte. Bei mehreren Einzelstarts im Weltcup 2016/17 verpasste er immer die Punkteränge und kam nicht über Platz 35 beim Skifliegen in Oberstdorf hinaus. Im Februar 2017 nahm er in Lahti zum zweiten Mal an den Nordischen Skiweltmeisterschaften teil. Dort wurde er in der Qualifikation für den Einzelwettbewerb auf der Normalschanze disqualifiziert. Im Einzel auf der Großschanze überstand er die Qualifikation und belegte den 39. Platz im Wettbewerb. Mit der US-amerikanischen Mannschaft landete er auf dem elften Rang.
Am 2. Dezember 2012 belegte Rhoads beim Weltcup-Springen in Nischni Tagil den 21. Platz und holte damit die ersten Weltcuppunkte in seiner Karriere. Am Folgetag sprang er mit Platz 29 erneut in die Punkteränge. Es blieb in der Saison 2017/18 bei diesen zwölf Punkten, womit er am Ende der Saison Rang 57 im Gesamtweltcup belegte. Im Februar 2018 nahm er in Pyeongchang zum ersten Mal an den Olympischen Winterspielen teil und startete dort in allen drei Wettbewerben. Im Einzelwettbewerb auf der Normalschanze belegte er den 46. Platz. Im Einzelwettbewerb auf der Großschanze scheiterte er als 51. knapp in der Qualifikation. Mit der US-amerikanischen Mannschaft wurde er Neunter auf der Großschanze. Nach dem Ende der Saison 2017/18 trat er nicht mehr international an.

## Statistik

### Weltcup-Platzierungen
| Saison  | Platz | Punkte |
| ------- | ----- | ------ |
| 2017/18 | 57.   | 12     |

### Grand-Prix-Platzierungen
| Saison | Platz | Punkte |
| ------ | ----- | ------ |
| 2016   | 72.   | 07     |

### Continental-Cup-Platzierungen
| Saison  | Platz | Punkte |
| ------- | ----- | ------ |
| 2014/15 | 065.  | 112    |
| 2015/16 | 084.  | 068    |
| 2016/17 | 072.  | 115    |
| 2017/18 | 143.  | 008    |